# علم أيرلندا الشمالية

يوجد علم الاتحاد على المباني الحكوميّة في أيرلندا الشمالية، وما يُمثلها في العلم هو صليب القديس باتريك.

الراية الأيرلندية للحكومة السابقة (1953 - 1972).

لم تحصل أيرلندا الشمالية على علم مستقل لها تقره الحكومة بما أن برلمانها وحكومتها أوقِفا في عام 1972، وألغيا تماماً في عام 1973. وخلال المناسبات الرسمية، فإن الحكومة البريطانية تستخدم علم الاتحاد، والذي هو العلم الرسمي لمملكة بريطانيا العظمى وأيرلندا الشمالية المتحدة، وهو أيضاً العلم الوحيد الذي تستخدمه الحكومة في أيرلندا الشمالية.
لكن ما زال بعض الاتحاديين يسخدمون "الراية الأيرلندية"، إضافة إلى عدد من المنظمات الرياضية والحكومات المحليّة التي تحت سيطرة الاتحاديين.